# Bhooria theroni
Bhooria theroni är en insektsart som beskrevs av Young 1986. Bhooria theroni ingår i släktet Bhooria och familjen dvärgstritar. Inga underarter finns listade i Catalogue of Life.